# خنجر قشلاقي
خنجر قشلاقي هي قرية في مقاطعة أرومية، إيران. يقدر عدد سكانها بـ 150 نسمة بحسب إحصاء 2016.